# Sohbatpur (Distrikt)
Der Distrikt Sohbatpur (Urdu ضلع صحبت پور) ist ein Verwaltungsdistrikt in Pakistan in der Provinz Belutschistan. Sitz der Distriktverwaltung ist die Stadt Sohbatpur.
Der Distrikt hat eine Fläche von 1412 km² und nach der Volkszählung von 2017 200.538 Einwohner. Die Bevölkerungsdichte beträgt 142 Einwohner/km².

## Geografie
Der Distrikt befindet sich an der Osten der Provinz Belutschistan, die sich im Westen von Pakistan befindet und grenzt an die deutlich bevölkerungsreichere Provinz Sindh.

## Geschichte
Der Distrikt wurde 2013 aus Teilen von Jafarabad geschaffen.

## Verwaltungsgliederung
Der Distrikt ist administrativ in vier Tehsil unterteilt:
- Manjhipur
- Hairdin
- Faridabad
- Sohbatpur

## Demografie
Zwischen 1998 und 2017 wuchs die Bevölkerung um jährlich 1,85 %. Von der Bevölkerung leben ca. 6 % in städtischen Regionen und ca. 94 % in ländlichen Regionen. In 30.523 Haushalten leben 103.142 Männer, 97.396 Frauen, woraus sich ein Geschlechterverhältnis von 105,9 Männer pro 100 Frauen ergibt und damit einen für Pakistan häufigen Männerüberschuss.
| Jahr | Einwohnerzahl |
| ---- | ------------- |
| 1998 | 141.527       |
| 2017 | 200.538       |